# Дюссельдорфская ратуша
Ратуша Дюссельдорфа (нем. Rathaus Düsseldorf) — здание городского управления города Дюссельдорф (федеральная земля Северный Рейн — Вестфалия). 1 апреля 1985 года ратуша взята под охрану государства как архитектурный памятник.

## История и архитектура
Самая первая ратуша Дюссельдорфа находилась напротив церкви Святого Ламберта. Вторая ратуша, известная как «Дом черного рога», находилась на улице Ratinger Straße рядом с монастырской церковью братьев Святого Креста. В 1500 году было построено новое здание на площади Марктплац (нем. Рыночная площадь) в непосредственной близости от набережной Рейна. С тех пор органы городского управления Дюссельдорфа неизменно располагаются на одном и том же месте. Нынешнее здание состоит из трех частей (флигелей):

### Первый флигель (Старая ратуша)

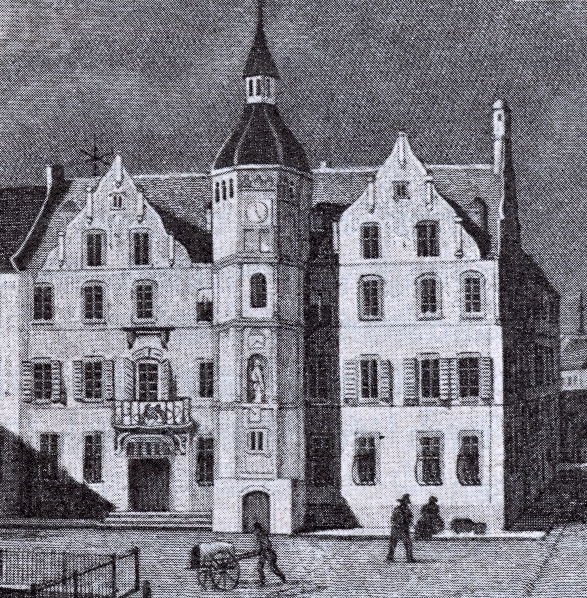
Старая ратуша в XIX веке

Самая старая часть здания, выходящая фасадом на площадь Марктплац. Построено в 1570—1572 годах в смешанном стиле, носящем черты поздней готики и Ренессанса , по проекту архитектора Александра Паскуалини. Строительством руководил мастер Генрих Тушманн (Туссманн) из Дуйсбурга. Фасад здания образует восьмигранная пятиэтажная лестничная башня, по обеим сторонам которой размещены ажурные щипцы. Здание ратуши построено из неоштукатуренного красного кирпича, чем напоминает ратуши Бельгии и Голландии. Главный вход в здание находился в лестничной башне. На первом этаже ратуши было два больших зала, где ткачи и ремесленники продавали свои товары .

 В середине XVIII века здание Старой ратуши перестраивается по проекту архитектора Иоганна Йозефа Коуфена. Высеченные над входным порталом цифры «1749» напоминают об этой реконструкции. Фасад ратуши приобрел черты стиля «рококо». Коуфен подчеркнул углы лестничной башни, этажи здания визуально разделил пилястрами, устроил новый парадный вход с ажурным балконом над ним.

 После второй мировой войны здание Старой ратуши было отреставрировано и расширено по проекту архитектора Фридриха Таммса .

### Второй флигель (бывшая картинная галерея)
Второй флигель стоит на углу улицы MarkStraße и площади Бургплац (Городская площадь (нем.)) и находится на месте бывшей картинной галереи. Здание многократно перестраивалось. Современный облик фасад получил в 20-е годы XX столетия.

### Третий флигель (бывшая школа прикладного искусства)

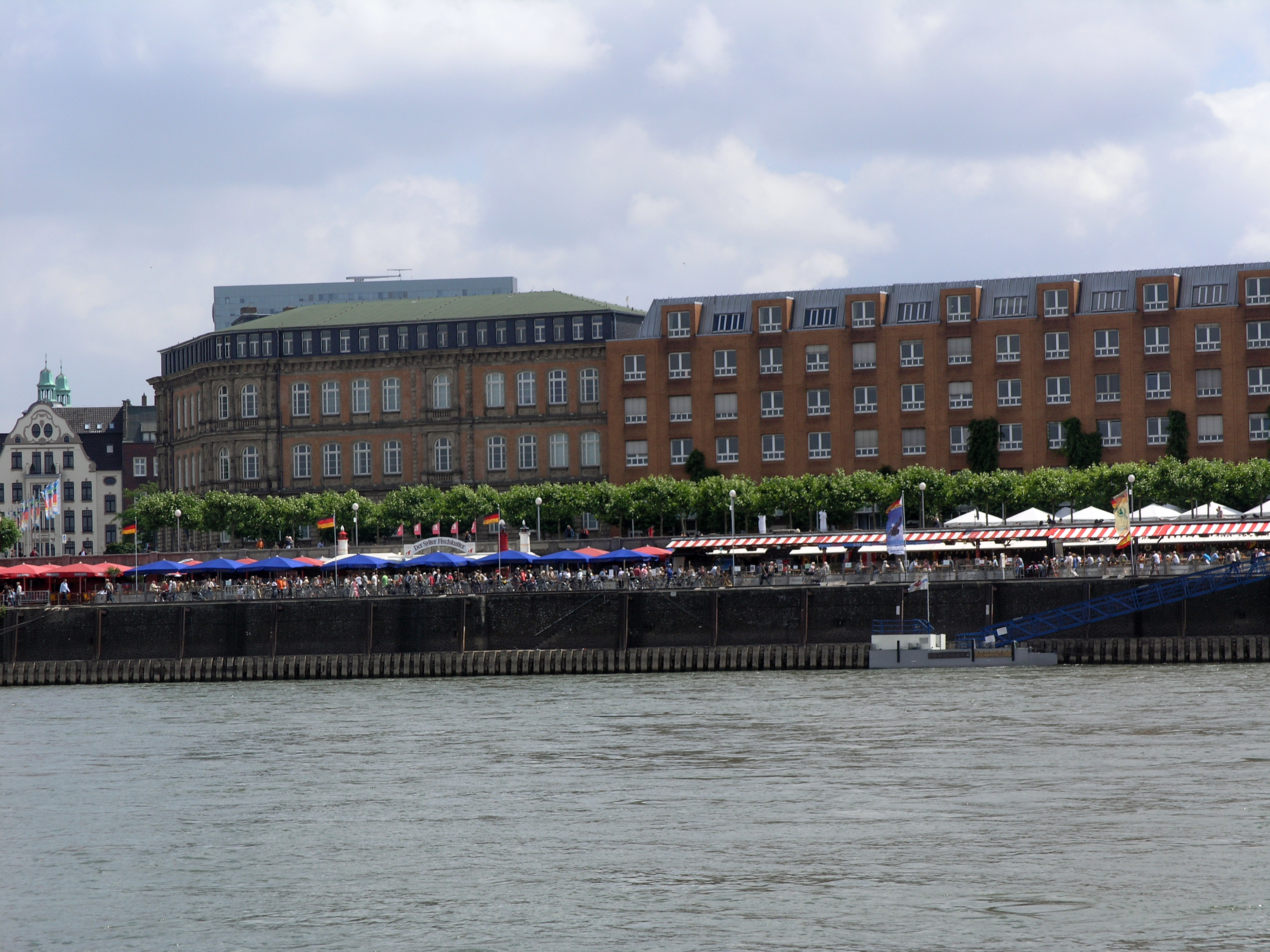
Третий флигель

Третий флигель ратуши образует выходящее на Рейнскую набережную здание бывшей школы прикладного искусства. Здание было построено в 1883 году по проекту Эберхарда Вестхоффена в стиле неоренессанса. Фасад здания выполнен из желтого кирпича с архитектурными элементами из камня. Внимание привлекает закругленный угол, который раньше завершался крутым шатром. Здание было отреставрировано в упрощенном виде в послевоенный период.